# 滄江
21°11′45″N 106°18′45″E / 21.19583°N 106.31250°E
滄江（越南语：／），又名日德江（越南语：／）和昌江，是越南北部的一條河流，為太平江右岸支流。幹流河長157公里，流域面積6,640平方公里。
滄江發源於諒山省枝陵縣，向西南流至枝陵社附近納左側支流後，進入右隴縣境內，納右側來自太原省武崖縣的支流後不久，成為與北江省諒江縣的界河，再流入北江省境內。先後成為諒江縣與安世縣、新安縣、北江市的界河，然後貫穿北江市、安勇縣，於安勇縣東側邊界納左側支流陸南江後，成為北江省與海陽省的界河。續南流至普賴（Phả Lại）附近與梂江匯合，成為太平江。